# Cú Roí
Cú Roí mac Dáire, również Cú Ruí, Curroi, Cú Raoi – to postać występująca w wielu legendach irlandzkich, w tym w przekazach datowanych na pierwszą połowę VIII wieku. Syn Daire'a mac Degaid z Clanna Dedad, króla Munsteru, ojciec dwóch synów, Lugaida mac Conroi, przyszłego króla Munsteru, oraz Uidnii, przodka Dál nUidne lub nUidine.
W irlandzkich sagach zaliczanych do tzw. cyklu ulsterskiego, np. w opowieści Uprowadzenie stad z Cúailnge (Táin Bó Cuailnge), pojawiał się jako król Munsteru lub zachodniego Munsteru, wojownik, mag potrafiący dowolnie zmieniać swą postać, podróżnik i rozjemca. Przedstawiany jest w tym cyklu jako antagonista Ulsteru, a jego historia w wielu miejscach łączy się z historią innego celtyckiego bohatera – Cúchulainna. Tak jak Cúchulainn jest wielkim bohaterem Ulsteru, tak Cú Roí był herosem prowincji Munster.
W przeciwieństwie do Cúchulainna, Cú Roí nie był od początku człowiekiem, ale bogiem zmienionym w herosa. Wiąże się to z jego niezwykłą siedzibą, fortecą przemieszczającą się po zaświatach, wejście do której znikało po zachodzie słońca.
Niektórzy badacze sądzą, iż pierwowzorem postaci Cú Roía mogło być jedno z irlandzkich bóstw z czasów przedceltyckich, najprawdopodobniej o charakterze solarnym. Stawiane są również hipotezy (E. C. Quiggin), że postaci Cú Roía dotyczył cały munsterski cykl mitologiczny, który nie zachował się do naszych czasów.
Znaczenie imienia bohatera nie jest pewne. Irlandzkie Cú Roí najczęściej tłumaczy się jako „pies z równiny / pola bitwy” lub „pies króla / boga”. Mac Dáire ma charakter patronimiczny, oznacza „syn Dáire”.
Cú Roí mac Dáire i Cúchulainn wielokrotnie się ze sobą stykali, czasem w roli sprzymierzeńców, czasem jako przeciwnicy. Według jednej z opowieści, podczas wydanej przez siebie uczty, wiecznie siejący zamęt Briccriu poduszczył trzech ulsterskich bohaterów: Cúchulainna, Conalla (brata mlecznego Cuchulainna) i Lóegaire’a do współzawodnictwa o curad-mir – porcję mięsa przeznaczoną dla najodważniejszego wojownika. Z każdej z prób, jakim ich poddano, zwycięsko wychodził Cúchulainn, ale Conall i Lóegaire nie chcieli uznać wyniku. Spór rozstrzygnął Cú Roí, który przeistoczony w olbrzyma, wyzwał ich na pojedynek na ścinanie głów. Każdy z nich miał najpierw ściąć głowę olbrzymowi, ale potem pozwolić mu na to samo. Zarówno Conallowi jak i Lóegaire udało się pozbawić głowy Cú Roía, lecz ten za każdym razem podnosił ją i odchodził. Gdy przyszła kolej, aby sami poddali się ciosowi, obaj uciekli. Cúchulainnowi również nie udało się zabić Cú Roía, ale kiedy honorowo chciał przyjąć jego cios, ten wyjawił swoją tożsamość, oszczędził Cúchulainna i ogłosił go największym bohaterem Irlandii. Opowieść ta stała się zalążkiem późniejszego mitu arturiańskiego o zielonym rycerzu.
Kolejne sagi o Cú Roíu mówią o konflikcie pomiędzy nim a Cuchulainnem. Konflikt ten miał się skończyć śmiercią Cú Roía, gdy wydała go przeciwnikowi jego żona – Blathnat.

## Cú Roí w mediach
W grze komputerowej Myth Cu Roi by członkiem kręgu Dziewięciu, Awatarem, potężym czarownikiem walczącym z Upadłymy Lordami którym przewodził Balor. Pod koniec Wielkiej Wojny Cu Roi został schwytany wraz z innym Awatarem (Murgenem) w magiczny artefakt zwany Tain przez Upadłego Lorda Duszożercę (Soublightera).